# Schwäbischer Merkur

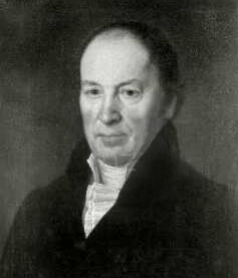
Christian Gottfried Elben

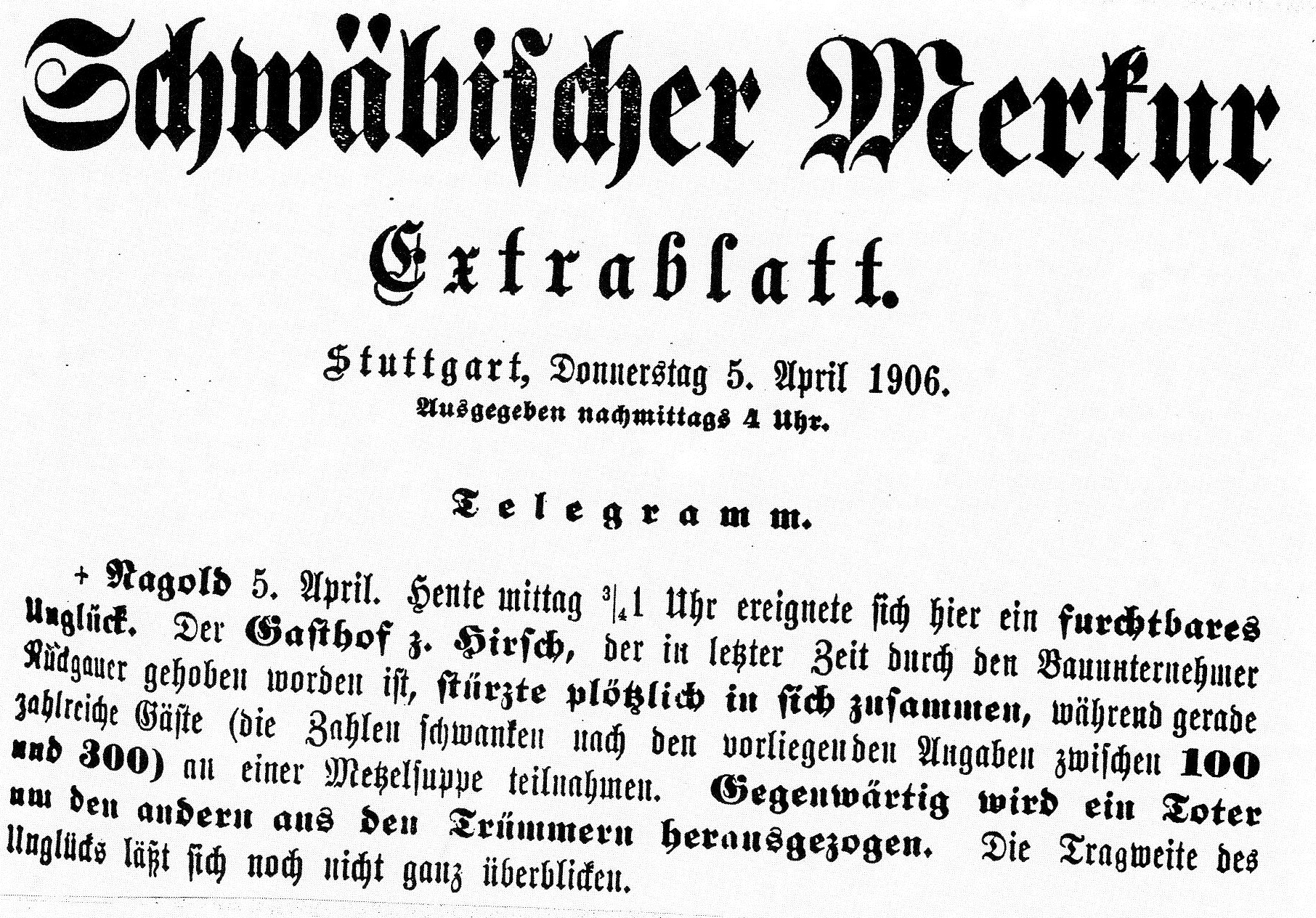
Eine Extraausgabe des Schwäbischen Merkurs anlässlich der Hirsch-Katastrophe

Schwäbischer Merkur und Schwäbische Chronik (auch anfangs: Schwäbische Chronick, später: Schwäbische Kronik) waren zwei zusammengehörende in Stuttgart erscheinende Tageszeitungen. Dabei befasste sich die Chronik mit der Innenpolitik, während der Merkur den Nachrichten aus dem Ausland vorbehalten war.

## Geschichte
Die Zeitungen wurden 1785 von Christian Gottfried Elben gegründet und befanden sich über mehrere Generationen im Familienbesitz. Von 1850 bis 1860 war Albert Schäffle Redakteur des Schwäbischen Merkur. Zu den weiteren Mitarbeitern gehörten David Friedrich Strauß, Gustav von Rümelin sowie Paul und Gustav Pfizer. Von 1854 bis 1894 war Otto Elben Chefredakteur.
Die Zeitung war im 19. Jahrhundert die führende Tageszeitung im Königreich Württemberg. Sie erschien in zwei Abteilungen sowie Beilagen:
- Schwäbischer Merkur, (I. Abtheilung, welche die Begebenheiten, die außerhalb Schwaben sich ereignen, enthält).
- Schwäbische Chronik, (II. Abteilung des Schwäbischen Merkur mit Lokalnachrichten innerhalb Schwabens).
- Beilagen zum Schwäbischen Merkur (enthalten gewerbliche Anzeigen, Veranstaltungshinweise, Versteigerungsnachrichten etc.).

Merkur und Chronik erschienen beide täglich (außer an einigen hohen Feiertagen), also je ca. 357 Nummern pro Jahr zu je ca. 6 Seiten.
1932 gehörte der Schwäbische Merkur zu den 13 größten Tageszeitungen im Volksstaat Württemberg; er erschien bis Mai 1941. Von 1923 bis 1941 erschien zusätzlich eine „Wochenausgabe für das Ausland“ des Schwäbischen Merkurs.
Schwäbischer Merkur und Schwäbische Kronik sind von der Württembergischen Landesbibliothek komplett digitalisiert worden und in den Digitalen Sammlungen der WLB und im Deutschen Zeitungsportal online einsehbar und im Volltext recherchierbar.